# Central (Alaska)
Central és un municipi d'Alaska (Estats Units) que té 134 habitants.